# Torggemenskapen mellan Helsingör och Helsingborg
Torggemenskapen mellan Helsingör och Helsingborg rådde före 1658. Städerna, vilka det är blott fyra kilometer mellan, kontrollerade tillsammans Öresundstullen genom Kronborg och Helsingborgs slott (Kärnan). Före freden i Roskilde 1658 när vattenvägar band samman och skogar skilde åt, hade städerna så kallad torggemenskap. Eftersom Helsingör saknade ett eget egentligt torg, hade helsingörsborna rätt att handla på torget i Helsingborg som om det vore Helsingörs torg, vilket var unikt för två grannstäder i hela norra Europa.